# Phytomyza kisakai
Phytomyza kisakai este o specie de muște din genul Phytomyza, familia Agromyzidae, descrisă de Mitsuhiro Sasakawa în anul 1954. Conform Catalogue of Life specia Phytomyza kisakai nu are subspecii cunoscute.